# Howard F. Ott
Howard Frederick Ott (* 17. Mai 1914 in Marquette, Michigan, Vereinigte Staaten; † 17. September 2005 in Victor, Vereinigte Staaten) war ein US-amerikanischer  Techniker, Ingenieur und Filmschaffender.

## Leben und Wirken
Howard F. Ott wuchs in Connecticut und Ohio auf und studierte Anfang/Mitte der 1930er Jahre in Cleveland Physik an der Case School of Applied Sciences. Im Februar 1936 schloss er mit einem Bachelor of Science ab, heiratete im darauf folgenden Jahr und fand in den Forschungslabors von Kodak / New York einen Arbeitsplatz. Als Lichtbildexperte fanden in den folgenden Jahrzehnten Otts Entwicklungen und Erfindungen auch Einzug in die Filmindustrie Hollywoods. 1974 wurde Howard Ott, noch immer Repräsentant der Eastman Kodak Company, mit einer Technik-Oscarplakette (Scientific and Engineering Academy Award) ausgezeichnet und zwar für die gemeinsame Entwicklung eines Liquid-Gate-Systems für Filmdrucker.